# Липецкая областная универсальная научная библиотека
Ли́пецкая областна́я универса́льная нау́чная библиоте́ка (ЛОУНБ) — центральная библиотека Липецкой области.

## История
В 1918 году в уездном городе Липецке, принадлежавшем тогда Тамбовской губернии, была создана Центральная библиотека города, в состав которой вошли библиотеки: Петровского общества, дирекции Липецких Минеральных вод, союза торговых служащих, частная библиотека Тимановской. После образования Липецкой области (1954) Липецкая Центральная библиотека получила статус «областной» в апреле 1955 года .
В пятидесятых годах в фонд библиотеки поступили уникальные издания из резервных фондов библиотек Москвы, Ленинграда, Центрального Черноземья, городов и районов Липецкой области.
В 1963 году библиотека переехала в новое здание по адресу Кузнечная, 2. Здание областной библиотеки, построенное по типовому проекту, украшено росписями художника Виктора Мефодьевича Лузанова .

## Читательские отделы
- Отдел абонемента.
- Отдел технико-экономической и сельскохозяйственной литературы.
- Отдел гуманитарной и естественнонаучной литературы.
- Отдел литературы на иностранных языках.
- Отдел искусств.
- Публичный центр правовой информации (ПЦПИ).
- Отдел краеведения.
- Информационно-библиографический отдел.
- Сектор редких и ценных книг.

## Фонды библиотеки
По собственным данным, фонд библиотеки составляет 2 миллиона 288 тысяч изданий. В том числе: книг — около 500 тысяч; периодических изданий — 215,6 тысяч экземпляров; нормативно-технической документации — 1529 тысяч; нотных изданий — 43 тысячи; аудиовизуальных и изданий на электронных носителях более 13 тыс..
В фонде есть книги XVI—XIX веков, факсимильные издания, книги с автографами и экслибрисами известных людей, особо ценные в художественном исполнении издания. Среди них «Изборник Святослава» 1073 года и «Острогожская азбука Ивана Федорова» (факсимильные издания), «Генеральная арифметика Н. Г. Курганова» 1794 года, Полное собрание сочинений М. В. Ломоносова 1784 г., «История Пугачёвского бунта» А.С. Пушкина 1834 года и многие другие. В фондах библиотеки есть собрания из библиотек Н. М. Пржевальского, Н. П. Семёнова-Тян-Шанского, известных меценатов Стаховичей, близкого друга Л. Н. Толстого В. Г. Черткова и других известных личностей России .
Имеются подшивки и отдельные экземпляры дореволюционных журналов «Современник», «Отечественные записки» и «Русская мысль».

## Библиотечное обслуживание
По собственным данным, штат библиотеки составляет 135 человек, из них 77 — библиотечные работники. Число посещений библиотеки в год составляет около 200 тысяч человек , за этот период выдаётся свыше 1 миллиона документов на русском и иностранном языках..

## Научно-исследовательская деятельность (методическая)
Одним из важнейших направлений деятельности библиотеки на всем протяжении ее истории является краеведческая деятельность. Традиционные формы работы — формирование краеведческого каталога, проведение просветительских мероприятий, объединяющих краеведческую общественность региона , создание печатных краеведческих указателей и пособий с развитием информационно-коммуникационных технологий дополнились новым направлением деятельности, связанным с созданием электронных полнотекстовых ресурсов.
Начиная с 2010 года библиотека создает и размещает в сети Интернет информационные ресурсы обеспечивающие свободный доступ
к информации о природе, истории, культуре и выдающихся уроженцах и деятелях Липецкого края:
- Краеведческий календарь «События и даты Липецкого края»,
- электронная энциклопедия «Имена, достойные Отечества: о людях, прославивших Липецкий край»,
- «Литературная карта Липецкой области»" (совместно с ЛОЮБ),
- краеведческий портал «Липецкий край: визитная карточка»,
- «Память Вечного огня: памятные места Великой Отечественной войны в Липецкой области».

С 2009 года в библиотеке формируется электронная библиотека «Память Липецкого края» , содержащая электронные копии более 5 000 ценных и редких документов, периодических изданий краеведческого характера, составляющих коллективную историческую память Липецкого края.
Библиотека принимает участие в всероссийских акциях — «Библионочь», «Ночь искусств», «Тотальный диктант», «Живая библиотека» . Новыми для пользователей библиотеки стали такие акции,  как «Модный уикенд» , «Летнее чтение», «Читающий Дед Мороз», образовательный квест «Голодные игры», проект «Театр в библиотеке» и др.